# Lorenzo Antonetti
Lorenzo Antonetti (Romagnano Sesia, 31 juli 1922 – Romagnano Sesia, 10 april 2013) was een Italiaans geestelijke en een kardinaal van de Rooms-Katholieke Kerk.
Op 26 mei 1945 werd Antonetti tot priester gewijd, in Novara. Op 23 februari 1968 werd hij benoemd tot pauselijke nuntius voor Honduras en Nicaragua, een functie die hij 5 jaar zou uitoefenen, en tot titulair aartsbisschop van Rusellae. Zijn bisschopswijding vond plaats op 12 mei 1968. Hij werd pro-nuntius, een niet langer bestaande functie, voor Zaïre (de huidige Democratische Republiek Congo) op 29 juni 1973, tot hij 5 jaar later, op 15 juni 1977, terugkeerde naar de Curie. Van 23 september 1988 tot 24 juni 1995 was hij weer nuntius, ditmaal voor Frankrijk. In 1995 werd hij pro-president van de Administratie van het Patrimonium van de Heilige Stoel.
Antonetti werd tijden het consistorie van 21 februari 1998 kardinaal gecreëerd. Hij kreeg de rang van kardinaal-diaken. Zijn titeldiakonie werd de Sant'Agnese in Agone. Volgens een artikel in de Daily Catholic van 11 januari 1999 was hij niet papabile ("pausbaar"), gezien zijn leeftijd en gebrek aan pastoraal werk, mede doordat hij zijn gehele klerikale leven doorbracht in administratieve en diplomatiek functies. In 2008 werd hij opgenomen in de orde van de kardinaal-priesters, waarbij zijn titeldiakonie pro hac vice werd verheven tot titelkerk.
Op 5 november 1998 werd Antonetti benoemd tot legaat voor de Sint-Franciscusbasiliek in Assisi.
Antonetti ging op 21 februari 2006 met emeritaat.